# Учебный язык программирования

Уче́бный язы́к программи́рования — язык программирования, предназначенный для обучения. В качестве таковых разрабатывались такие языки как BASIC и Паскаль. Из разработанного для обучения языка ABC вырос Python. Популярным языком, разработанным специально для образования является LOGO. Специально для российских школ разработана языковая среда КуМир. Набирает популярность созданный в Массачусетском технологическом институте язык визуального программирования Scratch и тому подобные среды программирования.

## Требования к учебному языку программирования
Учебный язык должен обеспечивать простоту, ясность и удобочитаемость конструкций. Излишняя гибкость, «вседозволенность» синтаксиса может затруднить понимание программ. Не слишком хорошо подходят для обучения языки, поощряющие к использованию различных «программистских трюков». С этим связаны преимущества использования в образовательном процессе языков семейства Pascal перед Си-подобными языками.
При выборе языка программирования не играют роль такие факторы, как его новизна, эффективность реализации (в виде компилятора или интерпретатора). Фактор распространённости имеет как психологическое значение (влияя на мотивацию учащихся), так и практическое (востребованность получаемых знаний без необходимости переучивания).
Учебный язык программирования должен обеспечивать плавный переход от псевдокода к собственно программированию. Полезным в обучении может быть возможность использования национальной лексики для ключевых слов и идентификаторов.
Альтернативой относительно трудоёмким для изучения комплексным языкам программирования общего назначения могут составить простые миниязыки, в которых, для наглядности, имеется графический исполнитель, вроде черепашки в Лого — первом и одном из самых известных таких языков.

## Бейсик
BASIC, англ. Beginner’s All-purpose Symbolic Instruction Code — стал в начале 60-х первым, получившем распространение языком программирования для обучения начинающих. Однако он получил резкую критику за несоответствие принципам структурного программирования и лёгкость создания спагетти-кода. Известно высказывание Эдсгера Дейкстры: «Студентов, ранее изучавших Бейсик, практически невозможно обучить хорошему программированию. Как потенциальные программисты они подверглись необратимой умственной деградации». Под влиянием этой критики создатели Бейсика Джон Кемени и Томас Курц в 1975 году расширили язык структурными средствами и отказались от практики использования GOTO. В 1980-х годах они создали обновлённый вариант языка, названный True BASIC. Современные распространённые диалекты Бейсика (QBasic, Visual Basic) отличаются от этого варианта и имеют microsoftовское происхождение, однако и они имеют мало общего с прародителем, являясь вполне современными структурными языками программирования. Специально для целей обучения созданы следующие диалекты Бейсика.
- BASIC-256[14] довольно близкий к «классическому» бейсик[15], созданный в ответ на статью Дэвида Брина «Почему Джонни не умеет программировать»[16].
- Microsoft Small Basic[17] — своего рода Visual Basic .NET «для самых маленьких».

В школьное образование также внедряется «Visual Basic для Linux» Gambas. Доступна бесплатная образовательная экспресс-версия Visual Basic .NET.

## Языки декларативного программирования
Язык Logo, появившийся на свет между Бейсиком и Паскалем, стал первым языком программирования, изначально предназначенным для обучения детей. Этот язык можно рассматривать как диалект Лиспа — языка, с которого началось функциональное программирование. Хотя этот язык более известен своей черепашьей графикой и рассматривается как первый из графических исполнителей, но такие черты Лиспа, как управление последовательностью действий через рекурсию и списки в качестве основной структуры данных, также остаются свойствами этого (мультипарадигмального по своей сути) языка.
Хотя Пролог — язык, с которого началось логическое программирование, — редко рассматривают как язык начального обучения, он легко осваивается теми, кто только начинает изучать программирование. Этому способствует его ориентированность на человеческое мышление, простой, единообразный синтаксис и отсутствие таких конструкций, как ветвления или циклы. Простота изучения была одной из целей дизайна языка, хотя этот язык остаётся недопонятым. Одна из причин малой распространённости Пролога в начальном обучении — отсутствие в нём удобных средств работы с интерактивной графикой, которая не слишком гладко вписывается в чистое декларативное программирование.
Современный «академический» диалект Лиспа — язык Scheme — был изначально ориентирован на образование. Он используется в таком знаменитом курсе компьютерного программирования, как «Структура и интерпретация компьютерных программ». Публикация этой книги не только сделала Scheme популярным языком в университетской среде, но и изменила сам подход к изучению программированию. Этот язык используется также в целом ряде учебников, таких как «How to Design Programs», «Programming Languages: Application and Interpretation», «Essentials of Programming Languages» и др. Обучению программированию с нуля, с использованием Scheme, посвящена и книга Даниэля Фридмана «The Little Schemer», впервые изданная под названием «The Little Lisper» в 1974 году и ставшая началом своего рода трилогии. Первая книга, посвящённая языку Racket (прямому потомку Scheme), «Realm of Racket», также представляет собой учебник для детей (впрочем, эта книга одновременно является переработанным вариантом учебника «Land of Lisp», основанного на Common Lisp).
Серьёзным конкурентом различным вариантам Лиспа в университетских курсах функционального программирования стал язык Haskell. Авторы этого языка предназначили его в равной мере для обучения, научных исследоваий и практических приложений. Его отличает то, что он представляет собой чисто функциональный язык программирования, реализующий типизированное лямбда-исчисление, его синтаксис приближён к традиционной математической нотации.
В 1991 году профессор Лувенского католического университета в Бельгии Герт Смолка начал разработку мультипарадигмального языка Oz. Язык позволяет писать программы в стиле любой из основных распространённых парадигм программирования: как декларативных, таких как логическое и функциональное программирование, так и императивных. Этот язык используется как основа для обучающего курса «Concepts, Techniques, and Models of Computer Programming».

## Паскаль
Разработанный в качестве развития линии Algol-60 Никлаусом Виртом язык программирования Паскаль автор с самого начала использовал для вводного курса программирования для студентов. Этот язык быстро начал набирать популярность в таком качестве.
Turbo Pascal, Delphi и Free Pascal широко использовались и продолжают использоваться для обучения студентов и школьников. Зародившийся в 2002 году на физфаке МГУ международный научно-образовательный проект «Информатика-21» поставил своей целью внедрение в российское образование системы программирования BlackBox Component Builder, реализации Компонентного Паскаля, диалекта Oberon-2 — объектно-ориентированного языка паскаль-семейства, разработанного Виртом. Как и другие языки Никлауса Вирта, он отличается (в том числе от Объектного Паскаля в стиле Borland) минимализмом.

## Языки с русскими ключевыми словами
Для преподавания элементов программирования в рамках курсов информатики было разработан ряд учебных языков программирования с русскими ключевыми словами. В группе академика А. П. Ершова был выработан подход с изучением двух языков программирования — более простого, предназначенного в основном для управления графическим исполнителем, и более продвинутого универсального. В качестве такой пары были разработаны языки Робик и РАПИРА. Основными российскими образовательными языками являются:
- Робик (включает ряд графических исполнителей: «Муравей», «Маляр» и др.)
- РАПИРА (предназначен для изучения после Робика)
- Школьный алгоритмический язык и его реализация Е-практикум[38]
- КуМир (современный диалект школьного алгоритмического языка, включает графические исполнители «Чертёжник» и «Робот»)

Для начального обучения программированию могут также использоваться простые языки управления графическими исполнителями, такими как Кукарача в системе Роботландия или Кенгурёнок Ру.
В Беларуси получил распространение диалект школьного алгоритмического языка под названием ИнтАл.